# Бенджамин, Гарри
Га́рри Бе́нджамин (англ. и нем. Harry Benjamin; 12 января 1885 года, Берлин, Германия — 24 августа 1986 года, Нью-Йорк, США) — американский врач, эндокринолог, сексолог и геронтолог немецкого происхождения. Получил наибольшую известность как пионер-исследователь феномена транссексуальности и расстройств гендерной идентичности. Первоначально транссексуальность даже называлась по имени её первоописателя «синдромом Гарри Бенджамина» (англ. Harry Benjamin Syndrome, HBS).

## Детство, юность и профессиональная карьера
Гарри Бенджамин родился в Берлине, получил степень доктора медицинских наук в 1912 году в Тюбингенском университете за диссертацию по туберкулёзу. Вопросы сексологии интересовали его уже тогда, но не были предметом его специального изучения.
В интервью, данном в 1985 году, доктор Бенджамин вспоминал: «Я помню, как, будучи молодым человеком, пошёл на лекцию Аугуста Фореля, чья книга „Вопросы секса“ была сенсацией для своего времени и сильно впечатлила меня. Я также познакомился с Магнусом Хиршфельдом через свою девушку, которая была знакома с полицейским чиновником д-ром Коппом, отвечавшим за расследования преступлений на сексуальной почве. Д-р Копп, в свою очередь, был знаком с Магнусом Хиршфельдом. Так я познакомился с ними обоими. Это было приблизительно в 1907 году. Они часто брали меня с собой в гей-бары в Берлине. Я особенно хорошо помню бар „Эльдорадо“ с его драг-шоу, где многие из посетителей также были в одежде другого пола. Слова „трансвестит“ ещё не существовало. Магнус Хиршфельд ввёл его в оборот только в 1910 году в своём известном исследовании».
Океанский лайнер, на котором Бенджамин в 1914 году возвращался в Германию после неудачно сложившегося профессионального визита в США, был застигнут посреди Атлантического океана известием о начале Первой мировой войны и остановлен британскими ВМС. У Бенджамина был выбор — или попасть в британский лагерь для интернированных, как гражданин враждебного государства, или вернуться в Нью-Йорк. Бенджамин выбрал последнее и потратил все остававшиеся у него деньги на возвращение в США. Америка стала его вторым домом на весь остаток его жизни. Тем не менее, Гарри Бенджамин продолжал поддерживать профессиональные и человеческие контакты с Европой и часто ездил в Европу в промежутках между войнами.
В 1915 году, после нескольких безуспешных попыток начать медицинскую карьеру в Нью-Йорке, Бенджамин снял комнату для консультаций, где и спал, и начал собственную частную общемедицинскую практику. Позднее он также каждое лето практиковал в Сан-Франциско.

## Работа с транссексуалами
В 1948 году в Сан-Франциско д-р Альфред Кинси попросил Бенджамина, как коллегу-сексолога, посмотреть ребёнка, который «хотел стать девочкой», несмотря на то, что был рождён мальчиком, и чья мать хотела профессиональной помощи, которая бы помогла, а не подавляла ребёнка. Кинси познакомился с этим ребёнком в процессе сбора данных интервью для своей книги «Сексуальное поведение самца человека», которая была опубликована в том же году, и ранее никогда не видел ничего подобного. Также не сталкивался ранее с подобным феноменом и Бенджамин. Изучение случая этого ребёнка быстро привело Бенджамина к заключению, что это состояние представляет иную клиническую ситуацию, нежели трансвестизм, под маркой которого классифицировались в то время все взрослые, ощущавшие потребность в перемене пола (см. о более ранних задокументированных подобных случаях).
Несмотря на то, что психиатры, которых Бенджамин привлёк к оценке этого клинического случая, не смогли достичь консенсуса по вопросу о том, как именно следует лечить этого ребёнка, Бенджамин в конце концов решил попробовать лечить ребёнка эстрогеном Премарином, введённым в практику в 1941 году. Премарин оказался эффективным средством лечения ребёнка и имел на него «успокаивающий эффект». Затем Бенджамин помог матери и ребёнку с поездкой в Германию, где можно было сделать ребёнку хирургическую операцию по коррекции пола, чтобы помочь ему. Однако с этого момента, к большому сожалению д-ра Бенджамина, он потерял контакт с этим пациентом и его матерью.
Этот случай заинтересовал Бенджамина, и он продолжил поиск и изучение пациентов с подобным же синдромом, чтобы улучшить собственное понимание проблемы. В 1954 году Бенджамин ввёл для описания этого состояния термин транссексуализм. Для описания того, что составляет суть страдания и дискомфорта у этих больных, Бенджамин предложил термин гендерная дисфория.
Затем д-р Бенджамин тщательно подобрал небольшой коллектив либерально настроенных коллег из разных областей медицинского знания (таких, как психиатр Джон Алден, специалист по ЭСТ Марта Фосс из Сан-Франциско и пластический хирург Джозе Барбоса из Тихуаны), и продолжил лечить пациентов с подобными состояниями таким же образом — гормонами и операциями по коррекции пола, нередко — бесплатно. Всего он пролечил несколько сотен транссексуальных пациентов. Его пациенты описывали его как очень внимательного, заботливого и уважительного человека. Многие из них поддерживали контакт с Бенджамином до самой его смерти.
Юридическое, социальное и медицинское отношение к транссексуальности в Соединенных Штатах в то время, как и во многих других странах, нередко представляло собой резкий контраст с отношением Бенджамина. Ношение одежды, традиционно ассоциирующейся «с другим полом», было нередко юридически незаконно, кастрация мужчины — тоже. Всё, что могло бы быть воспринято как «гомосексуальность», также нередко преследовалось и осуждалось, даже если не было юридически незаконно. Многие врачи того времени считали, что все люди с подобными состояниями (как транссексуалы, так и гомосексуалы), включая детей и подростков, должны подвергаться принудительному лечению, такому, как психотропные препараты, ЭСТ или лоботомия.
Хотя книга Бенджамина «Феномен транссексуальности», вышедшая в 1966 году, была, безусловно, важной как первая крупная работа, описывающая и объясняющая аффирмативный путь лечения, пионером которого он был, это была не первая его работа в этой области. К этому времени он уже опубликовал несколько статей и регулярно читал лекции для профессиональной аудитории по вопросам транссексуальности.
Известность, постигшая в 1952 году одну из пациенток Бенджамина, Кристин Йоргенсен, открыла феномен транссексуальности для широких масс, и привела к тому, что многие люди с такими же состояниями стали обращаться за помощью к Бенджамину, включая иностранцев. Подобные случаи появились и в Европе (такие, как случай Роберты Коуэлл — первая в Британии операция по коррекции пола, проведённая хирургом Гарольдом Джиллисом в 1951 году, данные о которой, однако, не попали в печать до 1954 года; Коксинель, которая получила широкую известность во Франции в 1958 году, и Эйприл Эшли, о которой писали в британской прессе в 1961 году). Однако большинство пациентов Бенджамина жили (и многие продолжают жить) скрытно, избегая публичной известности.

## Противоречия и критика
Взгляды Гарри Бенджамина на лечение транссексуальных пациентов и на саму проблему транссексуальности подвергались и подвергаются острой критике с различных позиций. Так, Хаусман в 1995 году указал, что, по его мнению, само появление специфической «транссексуальной идентичности» — явление новейшего времени, обусловленное успехами медицины, и, в частности, доступностью информации о возможности коррекции пола, в том числе гормонотерапии и операций. Хаусман ставит под сомнение само существование транссексуалов как явления, считая транссексуальность искусственным, ятрогенным феноменом, и задаёт вопрос о правомерности называния транссексуалами людей с гендерной дисфорией, живших до 1940-х годов, когда информация о возможности гормонально-хирургической коррекции пола ещё не была доступна.
Эджертон и Поли также считают, что транссексуализм — это патологическое состояние, которое маскирует собой психическое заболевание, и утверждают, что транссексуализм является чисто ятрогенным состоянием в том отношении, что «прогресс в хирургической технике сделал возможной реализацию фантазий о сексуальном перевоплощении».
Различные исследователи, академические учёные, юристы, активисты феминистского движения и даже многие активисты ЛГБТ-движения также в разное время выражали критические или негативные взгляды на лечение транссексуальности путём гормонально-хирургической коррекции пола. Так, Биллингс и Урбан в 1982 году указали, что, по их мнению, «юридическая легитимация, медицинская рационализация и общественное принятие идеи „смены пола“ при помощи операций создали общую искусственную категорию идентичности — „транссексуальную“ для разнообразной группы сексуальных девиантов и жертв тяжёлого психологического дистресса гендерной роли».
Либеральные сексологи и психиатры, в частности, С. Н. Матевосян, критикуют подход Гарри Бенджамина с прямо противоположных позиций, указывая, что критерии, по которым Бенджамин отбирал пациентов, имеющих право на гормонотерапию и операции, чрезмерно суровы и произвольны, и отсекают значительную часть пациентов, нуждающихся в такой помощи, от получения адекватного лечения. Эти специалисты указывают, в частности, что транссексуал может иметь любую сексуальную ориентацию — как гетеросексуальную, так и бисексуальную или гомосексуальную относительно его психического пола. В то же время разработанная Гарри Бенджамином классификация расстройств гендерной идентичности (так называемая «шкала Бенджамина») постулировала наличие тесной связи между сексуальной ориентацией индивида и его гендерной идентичностью, при этом предполагалось, что транссексуал может иметь только гетеросексуальную относительно психического пола ориентацию.
Критика с разных сторон не остановила Бенджамина и не вынудила его к пересмотру своих взглядов. Чарльз Л. Игленфельд, работавший в течение 6 лет ассистентом Бенджамина, но затем оставивший эту работу ради самостоятельного прохождения психиатрической резидентуры, писал:
«Основная масса психиатров и психологов того времени считала гендерную дисфорию — симптомом какой-то серьёзной психической или психологической патологии, и полагали лечение, предлагаемое Бенджамином, психиатрически или психологически противопоказанным. Вместо того, чтобы разочаровать Бенджамина и вынудить его отказаться от своего лечения и своих исследований, эта реакция коллег лишь укрепила ощущение Бенджамина, что тогдашняя психиатрия, как медицинская дисциплина, руководствовалась не здравым смыслом и научными данными, а предрассудками».

## Другие работы и научные интересы
Помимо сексологии, Бенджамин также был геронтологом и работал над продлением человеческой жизни и замедлением старения. Сам Бенджамин дожил до более чем 100 лет, до последних дней сохраняя ясность разума и физические силы.
В 1971 году Бенджамин опубликовал статью «Основы самопознания», служившую введением к работе «Четвёртый путь» Гурджиева. В 1979 году была основана Международная ассоциация по изучению и лечению гендерной дисфории имени Гарри Бенджамина, так называемая HBIGDA (Harry Benjamin International Gender Dysphoria Association). Бенджамин дал разрешение использовать своё имя в названии ассоциации. Эта ассоциация, на основе многолетних исследований, разработала рекомендации по стандартам лечения и клинического наблюдения транссексуалов и трансгендеров, так называемые Standards of Care, или HBIGDA SoC. Эти стандарты служат основой медицинского и правового регулирования вопросов коррекции пола и лечения расстройств гендерной идентичности во многих странах мира.

## Личная жизнь
Бенджамин был женат на Гретхен, которой посвятил главный труд своей жизни, книгу «Феномен транссексуальности», опубликованную в 1966 году.

## Старость и смерть
В последние годы жизни Гарри Бенджамин запрещал журналистам снимать его на видеокамеру или фотографировать, мотивируя это тем, что он «слишком стар», но охотно давал интервью. Он умер в возрасте 101 года от внезапного инсульта (кровоизлияния в мозг).